# Brayden Point
Brayden Point (Calgary, Alberta, 13 de marzo de 1996), apodado Pointer, es un jugador profesional canadiense de hockey sobre hielo que se desempeña en la posición de centro en Tampa Bay Lightning, equipo de la National Hockey League (NHL).

## Carrera
Fue seleccionado en la tercera ronda en la NHL Entry Draft de 2014. En 2016 hizo su debut profesional con el equipo Tampa Bay Lightning, donde lleva jugando ocho temporadas.